# Alexander Wladimirowitsch Semak
Alexander Wladimirowitsch Semak (russisch Александр Владимирович Семак; * 11. Februar 1966 in Ufa, Russische SFSR) ist ein ehemaliger russischer Eishockeyspieler, der in seiner aktiven Zeit von 1982 bis 2005 unter anderem für die New Jersey Devils, Tampa Bay Lightning, New York Islanders und Vancouver Canucks in der National Hockey League gespielt hat. Seit 2015 ist er Generaldirektor von Salawat Julajew Ufa.

## Karriere
Alexander Semak begann seine Karriere als Eishockeyspieler in seiner Heimatstadt bei Salawat Julajew Ufa, für dessen Profimannschaft er von 1982 bis 1986 in der höchsten bzw. zweithöchsten sowjetischen Spielklasse aktiv war. Anschließend wechselte der Center zum HK Dynamo Moskau, für den er ebenfalls sechs Jahre lang spielte und mit dem er 1990 und 1991 jeweils Sowjetischer Meister wurde. Im NHL Entry Draft 1988 wurde er zudem in der zehnten Runde als insgesamt 207. Spieler von den New Jersey Devils ausgewählt. Für diese gab er in der Saison 1991/92 sein Debüt in der National Hockey League, nachdem er die Spielzeit noch beim HK Dynamo Moskau angefangen hatte. In seinem Rookiejahr in der NHL erzielte er dabei in 26 Spielen fünf Tore und gab sechs Vorlagen. Zudem kam er in sieben Spielen für deren Farmteam, die Utica Devils aus der American Hockey League, zum Einsatz.
Während des Lockouts in der Saison 1994/95 spielte Semak zunächst in seiner russischen Heimat bei seinem Ex-Club Salawat Julajew Ufa. Nach Wiederaufnahme des Spielbetriebs in der NHL kehrte er nach New Jersey zurück, für die er in 19 Spielen auflief, ehe er am 14. März 1995 zusammen mit Ben Hankinson im Tausch gegen Shawn Chambers und Danton Cole an die Tampa Bay Lightning abgegeben wurde. Bereits im Sommer 1995 verließ der zweifache Junioren-Weltmeister das Franchise und schloss sich für ein Jahr den New York Islanders an. Während der Saison 1996/97 lief der Russe sowohl für die Vancouver Canucks in der NHL, als auch die Las Vegas Thunder aus der International Hockey League und die Syracuse Crunch aus der AHL auf. In den folgenden beiden Jahren stand er in je einer Spielzeit bei den Chicago Wolves in der IHL und die Albany River Rats in der AHL unter Vertrag.
Zur Saison 1999/2000 kehrte Semak erneut nach Europa zurück und verbrachte die Spielzeit beim EHC Freiburg in der 2. Eishockey-Bundesliga. Von 2000 bis 2003 spielte der ehemalige NHL-Spieler für seine beiden Ex-Clubs Salawat Julajew Ufa und HK Dynamo Moskau in der Superliga. Anschließend verbrachte er je eine Spielzeit bei deren Ligarivalen Sewerstal Tscherepowez, sowie beim HK MWD Twer, mit dem er in der Saison 2004/05 als Meister der Wysschaja Liga, der zweiten russischen Spielklasse, in die Superliga aufstieg. Im Anschluss an diesen Erfolg beendete er im Alter von 39 Jahren seine aktive Karriere.

### International
Für die Sowjetunion nahm Semak im Juniorenbereich an den Junioren-Europameisterschaften 1983 und 1984, sowie den Junioren-Weltmeisterschaften 1984, 1985 und 1986 teil. Im Seniorenbereich spielte er für sein Land 1987 und 1991 beim Canada Cup, sowie den Weltmeisterschaften 1987, 1990 und 1991. Auch stand er im Aufgebot der Sowjetunion beim Rendez-vous ’87. Für Russland stand er 1996 im Aufgebot des World Cup of Hockey.

### Als Trainer und Funktionär
Nach seinem Karriereende als Spieler wurde er in den Trainerstab des HK MWD Twer aufgenommen und betreute zunächst die zweite Mannschaft (HK-MWD-THK Twer). Ab November 2005 war er Assistenztrainer der Profimannschaft.
Im September 2006 übernahm er das Traineramt bei der zweiten Mannschaft von Krylja Sowetow Moskau, zwischen 2007 und 2008 war er im Trainerstab der ersten Mannschaft des Klubs. 2009 übernahm er das Cheftraineramt bei Tolpar Ufa, der Juniorenmannschaft von Salawat Julajew Ufa aus der Molodjoschnaja Chokkeinaja Liga, und führte die Mannschaft bis 2013.
Ab April 2013 war Abgeordneter des Regionalparlaments von Baschkortostan und dort stellvertretender Vorsitzender des Ausschusses für Bildung, Kultur, Sport und Jugendpolitik. Seit März 2015 ist Semak General Manager (russisch генеральный директор) von Salawat Julajew Ufa.

## Erfolge und Auszeichnungen
| - 1985 Aufstieg in die sowjetische Eishockeyliga mit Salawat Julajew Ufa - 1990 Sowjetischer Meister mit dem HK Dynamo Moskau - 1991 Sowjetischer Meister mit dem HK Dynamo Moskau - 1991 All-Star Team der sowjetischen Eishockeyliga | - 1998 Norman R. „Bud“ Poile Trophy - 1998 Turner-Cup-Gewinn mit den Chicago Wolves - 2005 Wysschaja-Liga-Meister und Aufstieg in die Superliga mit dem HK MWD Twer |

### International
| - 1983 Goldmedaille bei der Junioren-Europameisterschaft - 1984 Goldmedaille bei der Junioren-Europameisterschaft - 1984 Bester Stürmer bei der Junioren-Europameisterschaft - 1984 Bester Topscorer bei der Junioren-Europameisterschaft - 1984 Goldmedaille bei der Junioren-Weltmeisterschaft | - 1985 Bronzemedaille bei der Junioren-Weltmeisterschaft - 1986 Goldmedaille bei der Junioren-Weltmeisterschaft - 1987 Silbermedaille bei der Weltmeisterschaft - 1990 Goldmedaille bei der Weltmeisterschaft - 1991 Bronzemedaille bei der Weltmeisterschaft |